# Eikenbladstipje
Het eikenbladstipje (Guignardia punctoidea) is een schimmel uit de familie Botryosphaeriaceae.

## Ecologie
Deze soort kan aangetroffen worden op afgevallen bladeren van eiken.

## Kenmerken
Het belangrijkste kenmerk zijn de kleine, zwarte stipjes op het blad die visueel kunnen opvallen, maar in België en Nederland is microscopische controle is nodig voor zekere determinatie aangeraden.

## Verspreiding
In Nederland komt het eikenbladstipje uiterst zeldzaam voor.